# Temple du Goût
L'immeuble dit le Temple du Goût est un ancien hôtel particulier, situé au no 16, allée Duguay-Trouin et au no 30, rue Kervégan à Nantes dans le département français de la Loire-Atlantique, en région Pays de la Loire.
Construit en 1753, par l'architecte français Pierre Rousseau, pour l'armateur Guillaume Grou, il est l'un des rares hôtels particuliers nantais à être entièrement classé.
Remarquable notamment par sa façade de forme pyramidale, il est l'un des plus beaux témoignages de l'architecture caractéristique des immeubles nantais du XVIIIe siècle, variante locale de l'architecture baroque, appelée "baroque nantais".

## Historique

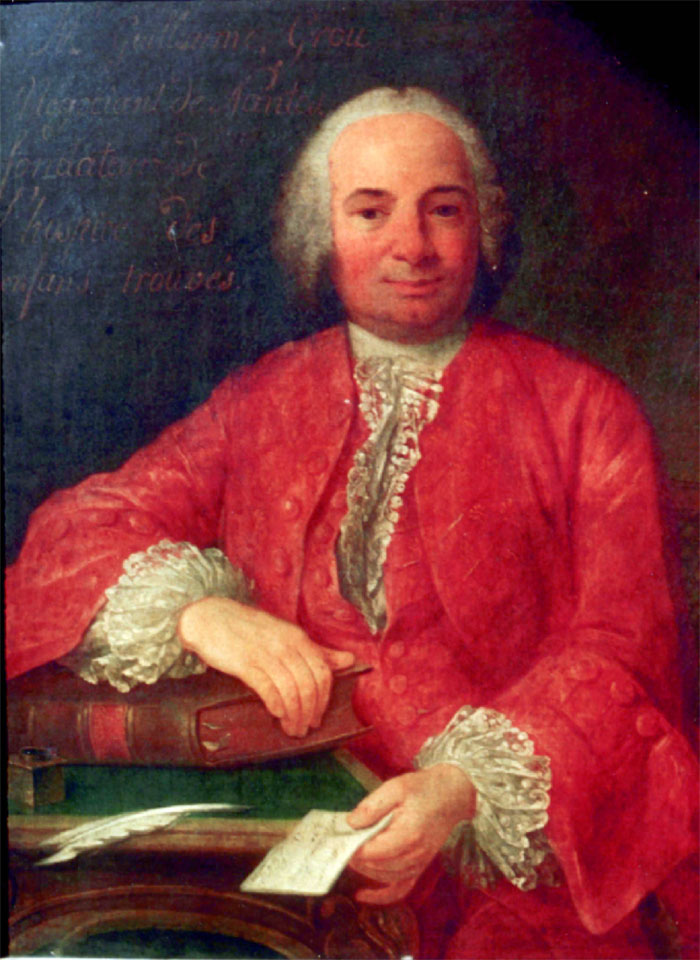
Guillaume Grou, richissime armateur négrier, commanditaire de l'immeuble.

Selon un projet de 1723, dirigé par l'architecte Jacques Goubert, l'île Feydeau, divisée en 24 lots, est initialement destinée à recevoir vingt-quatre immeubles aux proportions et aux façades identiques, tout en hauteur.
Les premiers et prestigieux actionnaires de « la Compagnie de l'île Feydeau » signent cette même année, et des immeubles sortent de terre dès 1740-1741. Mais le projet connaît un coup d'arrêt en raison de l'affaissement des sols, situées en zone marécageuse, en bord de Loire, faisant perdre aux terrains, une grande partie de leur valeur spéculative.
La suppression de l'obligation d'unité architecturale de Goubert par un arrêt du Conseil d'État daté du 30 juillet 1743 relance les travaux.
L'architecte Pierre Rousseau rachète en 1750 la parcelle no 22 du projet initial à Antoine Walsh et sa femme, qui la tenait de son père, l'armateur irlandais Luc Schiell, le premier acquéreur du lot.
La construction, pour le compte du richissime armateur et négrier Guillaume Grou, commence en 1753 et s'achève en 1754. Conçu comme une « maison d'architecte », l'immeuble, dont le décor s'affirme comme le plus spectaculaire de l'île Feydeau, reçoit le surnom de « Temple du Goût » de la part des Nantais, ou de Pierre Rousseau lui-même qui s'y réserve, dès 1755, un appartement. Il devient très vite un immeuble de rapport, se remplissant de locataires d'origines sociales diverses, en fonction du prestige et de la surface des appartements.
Remarquablement conservé, l'immeuble possède encore son architecture et son organisation interne d'origine. Il a cependant subi, à la suite des bombardements de la Seconde Guerre mondiale, d'importants travaux de rénovation dans les années 1950, touchant notamment le dernier étage et une partie de la cour intérieure.[réf. nécessaire]

## Architecture extérieure

### La façade
En homme qui s’inscrit dans la tradition tout en affichant son goût pour le luxe, Pierre Rousseau exprime sa personnalité sur les deux façades du bâtiment, quasi identiques côté quai et côté rue, marquées par la richesse et la finesse, entre autres, des sculptures et balcons.

#### Un baroque tempéré
L'hôtel, emblématique du « baroque nantais », conjugue inspiration naturaliste, asymétrie et courbes mesurées. Par exemple, les motifs sculptés des consoles soutenant le premier balcon refusent la symétrique, et créent des tensions du point de vue de la composition. En outre, les ferronneries finement ouvragées et galbées des balcons rappellent le style rocaille des consoles Louis XV.
Mais il s'agit d'un baroque tempéré par des accents classiques. Les lignes verticales des cinq travées organisent symétriquement l'édifice autour de la travée centrale, qui rejoint le sommet du fronton, et de la pyramide dessinée par les balcons. Des agrafes ornant la clé de voûte de la porte cochère et celles des portes-fenêtres centrales des premier et deuxième étages guident également le regard vers le haut, en soulignant cette même ligne de symétrie. Horizontalement, les étages sont clairement marquées par les balcons et  l'alignement des fenêtres.

#### Une organisation pyramidale
La forme pyramidale des trois niveaux de balcons, au dallage en marbre noir de Sablé, renforce cette impression d'élévation et de prestige unique dans l'architecture nantaise de l'époque.
Le balcon du premier étage est en effet soutenu par six consoles ventrues, monumentales, qui constituent une des signatures de l’architecte. Il couvre, sur toute la largeur de la façade, les cinq portes-fenêtres en plein cintre du niveau. Au second étage, le balcon, qui s'appuie désormais sur des trompes accentuant les courbures de l’édifice, ne couvre plus que les trois portes-fenêtres centrales, et les cinq portes-fenêtres de l'étage sont désormais en arc bombé. Le balcon du troisième étage est situé devant la seule porte-fenêtre centrale, rectangulaire ; les quatre autres ouvertures de ce niveau sont des fenêtres, également rectangulaires, « à banquette ».
Le tout est couronné d'un fronton triangulaire à jour carré, surmonté de deux lucarnes rondes, et encadré de deux chiens-assis.

#### Les mascarons
Trois mascarons ornent le premier étage de chaque façade, au-dessus des portes-fenêtres centrales, ce qui confirme, avec l'agrafe centrale du second étage, le principe d'organisation à la fois triangulaire et dissymétrique de l'ensemble. Les deux situés de part et d'autre de la baie centrale sont à figure humaine : côté quai, celui de droite représente un visage de femme avec des guirlandes de fleurs dans les cheveux, prolongées par des grappes de raisin, et celui de gauche un homme barbu et enturbanné, aux allures de voyageur, ou d’Indien.
Ceux-ci peuvent rappeler les origines de la fortune commerciale de Nantes, et tout spécialement le commerce triangulaire. Le premier projet architectural destinait en effet l'île Feydeau, proche à la fois de la ville et du port, aux riches négociants et armateurs nantais, dont il aurait manifesté la puissance et la magnificence.

Les mascarons du Temple du Goût
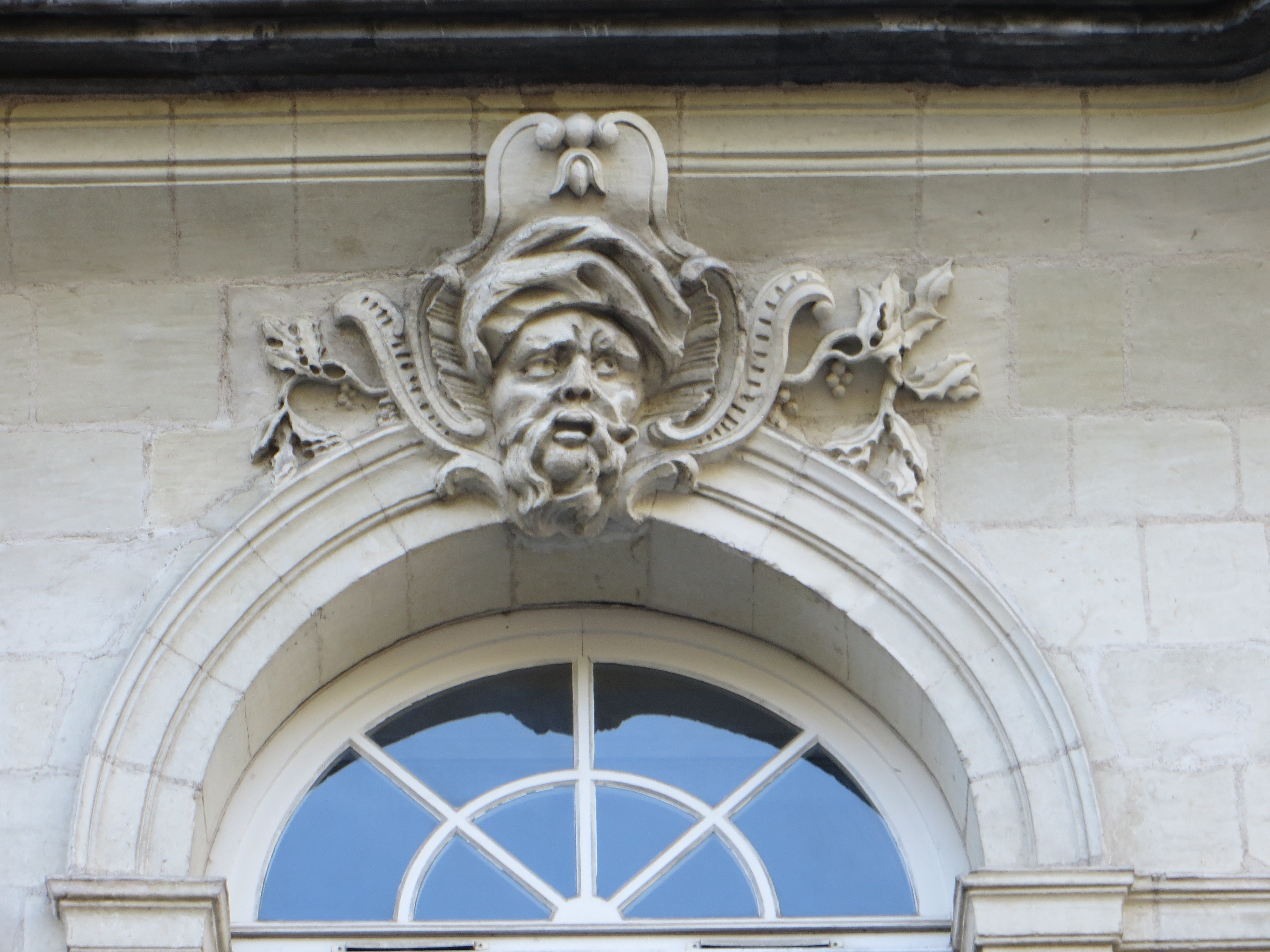
Mascaron de gauche côté allée Duguay-Trouin
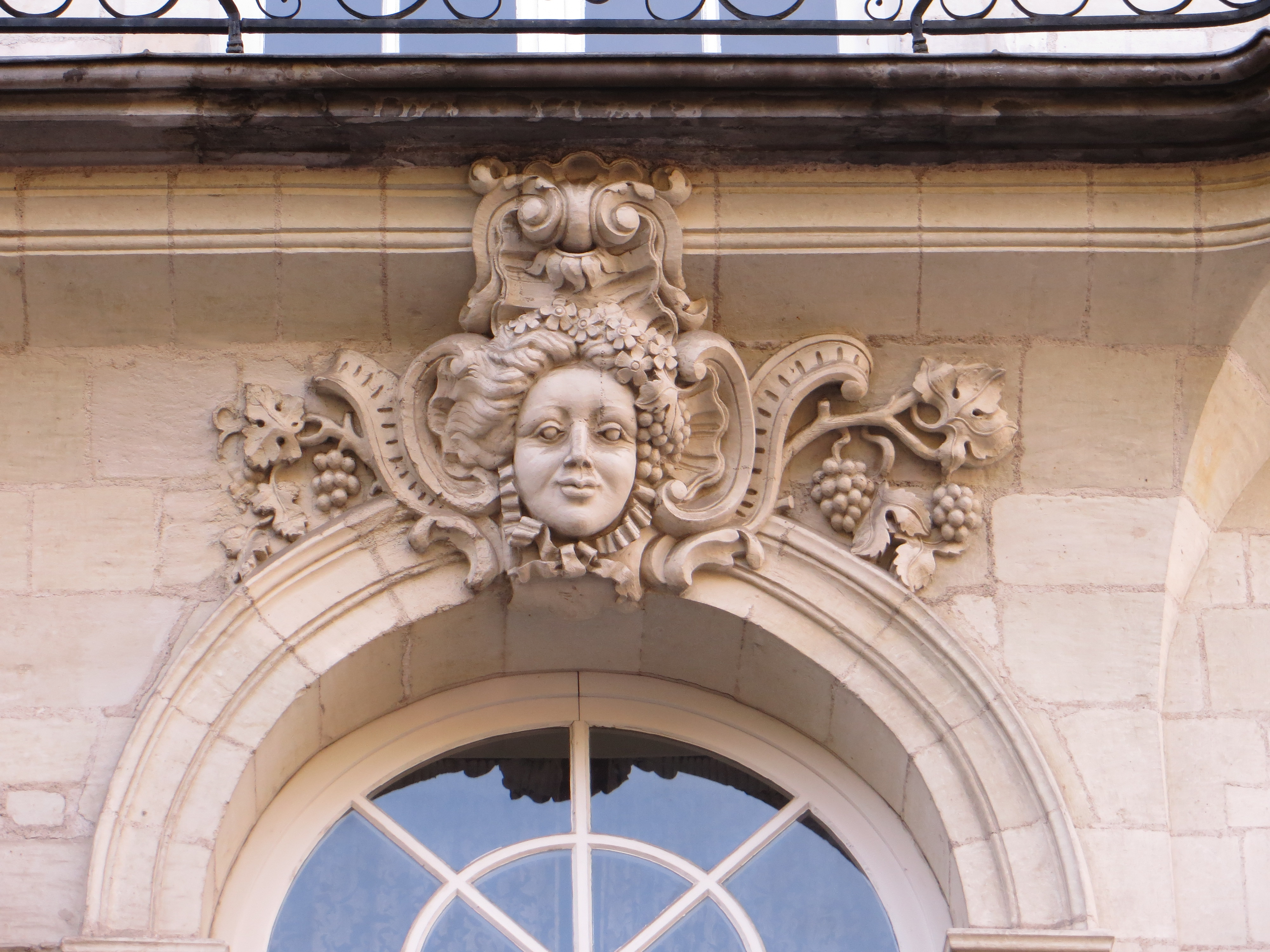
Mascaron de droite côté allée Duguay-Trouin
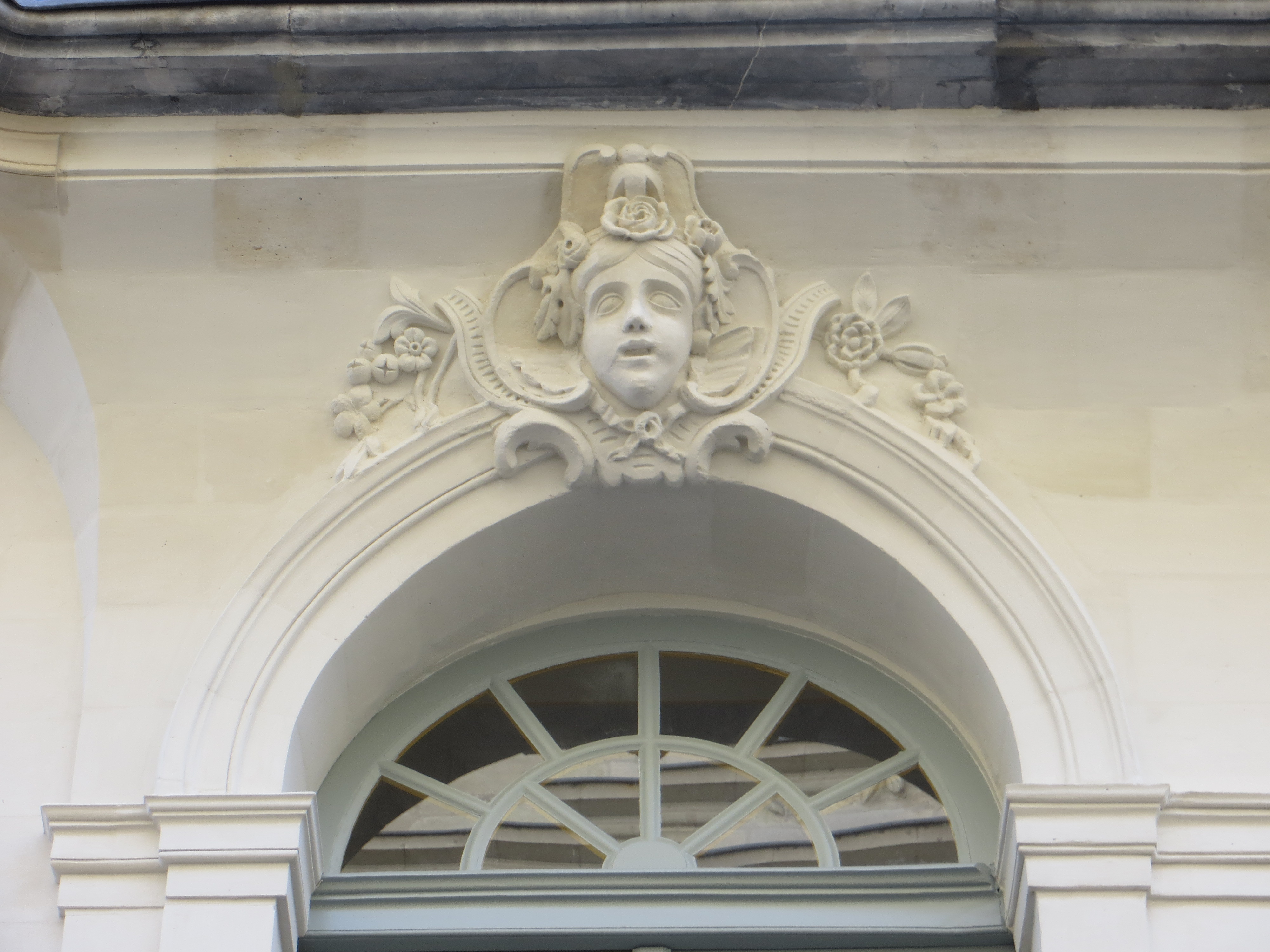
Mascaron de gauche côté rue Kervégan
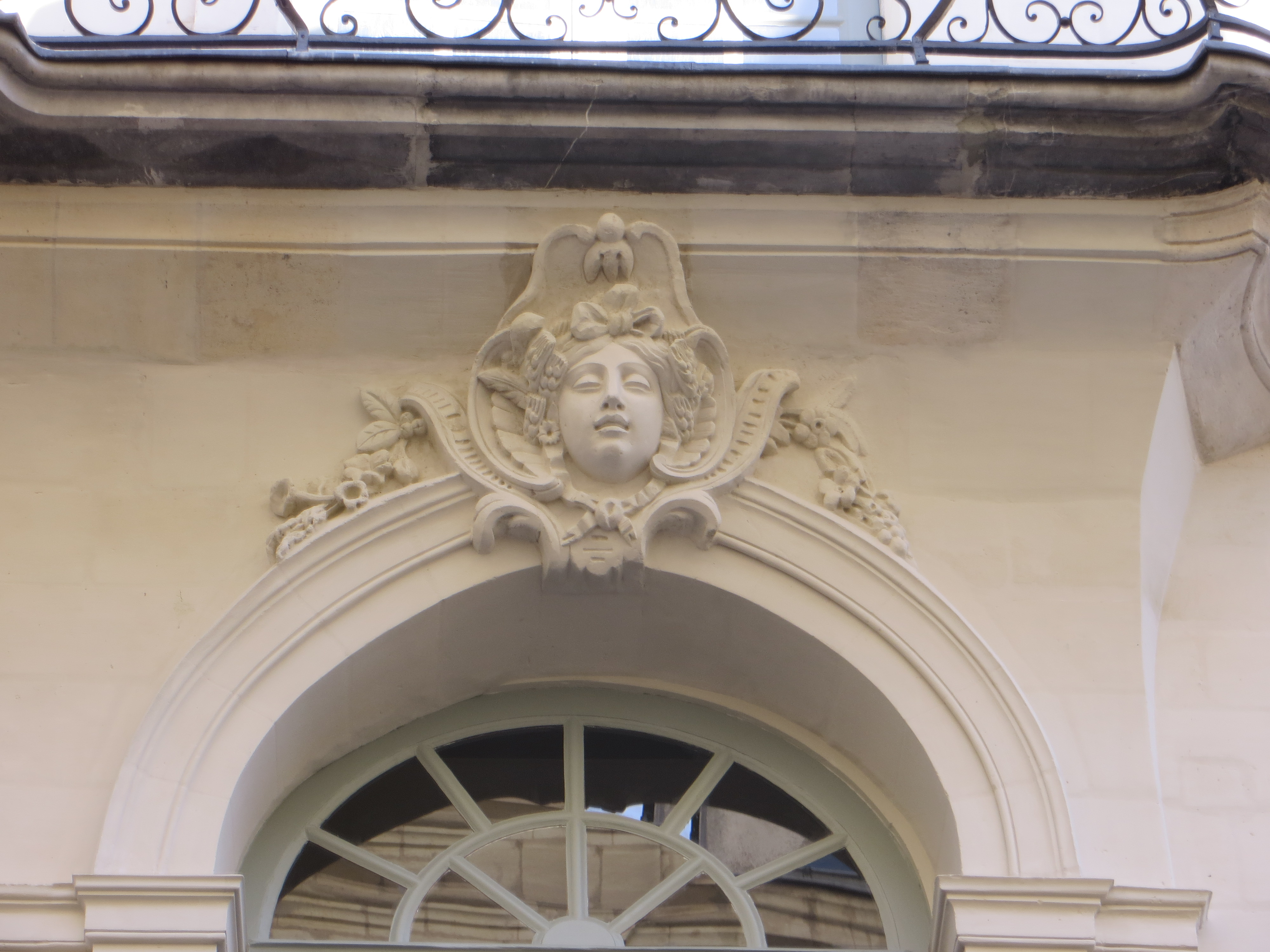
Mascaron de droite côté rue Kervégan

### L'entrée
À l'origine, l'entrée côté quai comportait une porte cochère ouvrant sur un couloir où se trouvaient des boutiques et entrepôts, et menant à la cour intérieure qui permettait aux calèches de faire demi-tour après avoir déposé leurs voyageurs juste sous le porche de l'escalier.
Ce couloir relève par certains aspects du baroque, par exemple par son plafond aux angles arrondis, mais aussi du classicisme, par les arcades de ses travées, et par les pilastres aux chapiteaux ioniques qui l'ornent.

Il se poursuit de l'autre côté du bâtiment, jusqu'à la porte côté rue, mais des escaliers en réservent désormais l'accès aux piétons.

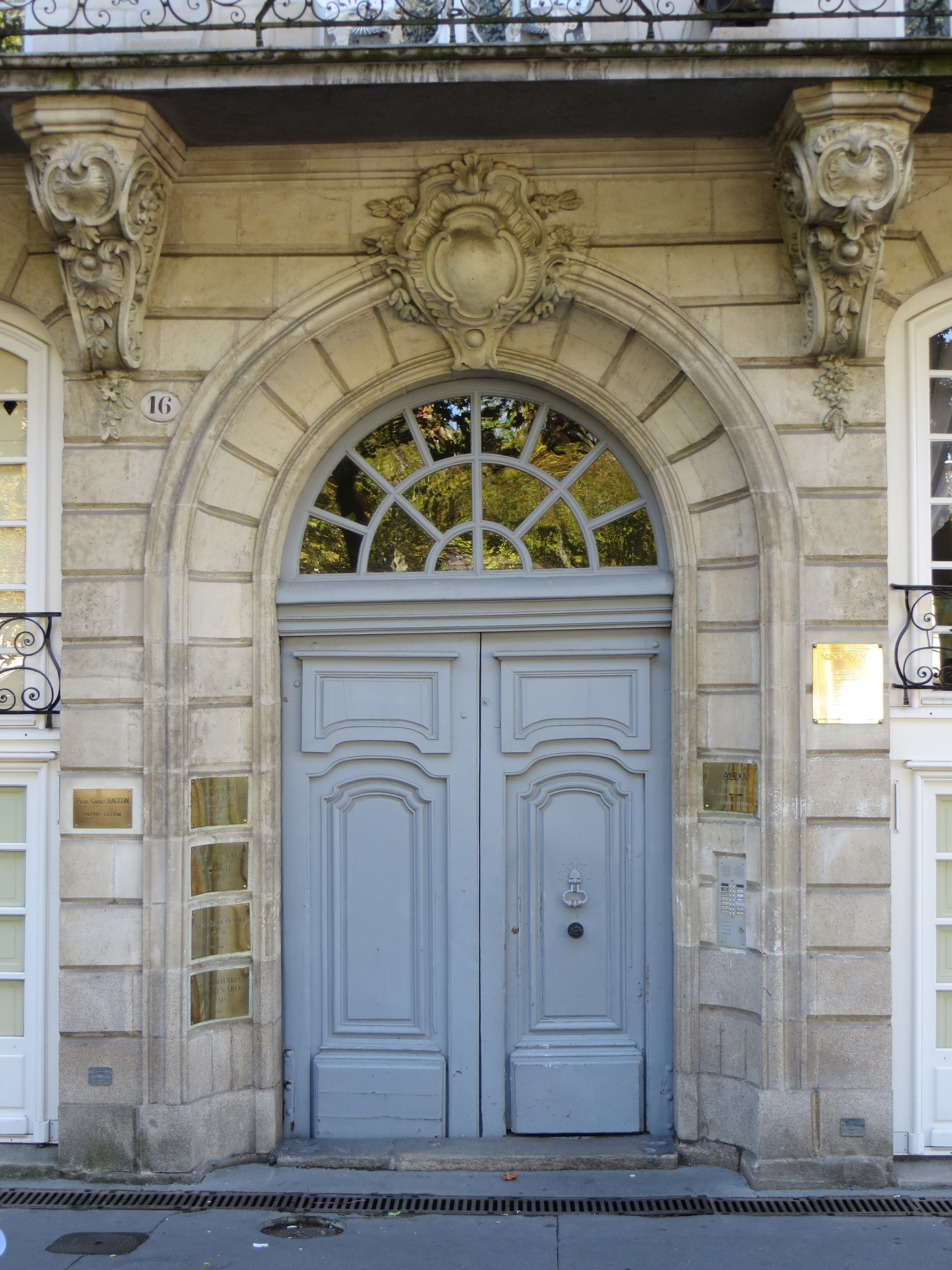
Porte cochère au no 16, allée Duguay-Trouin.
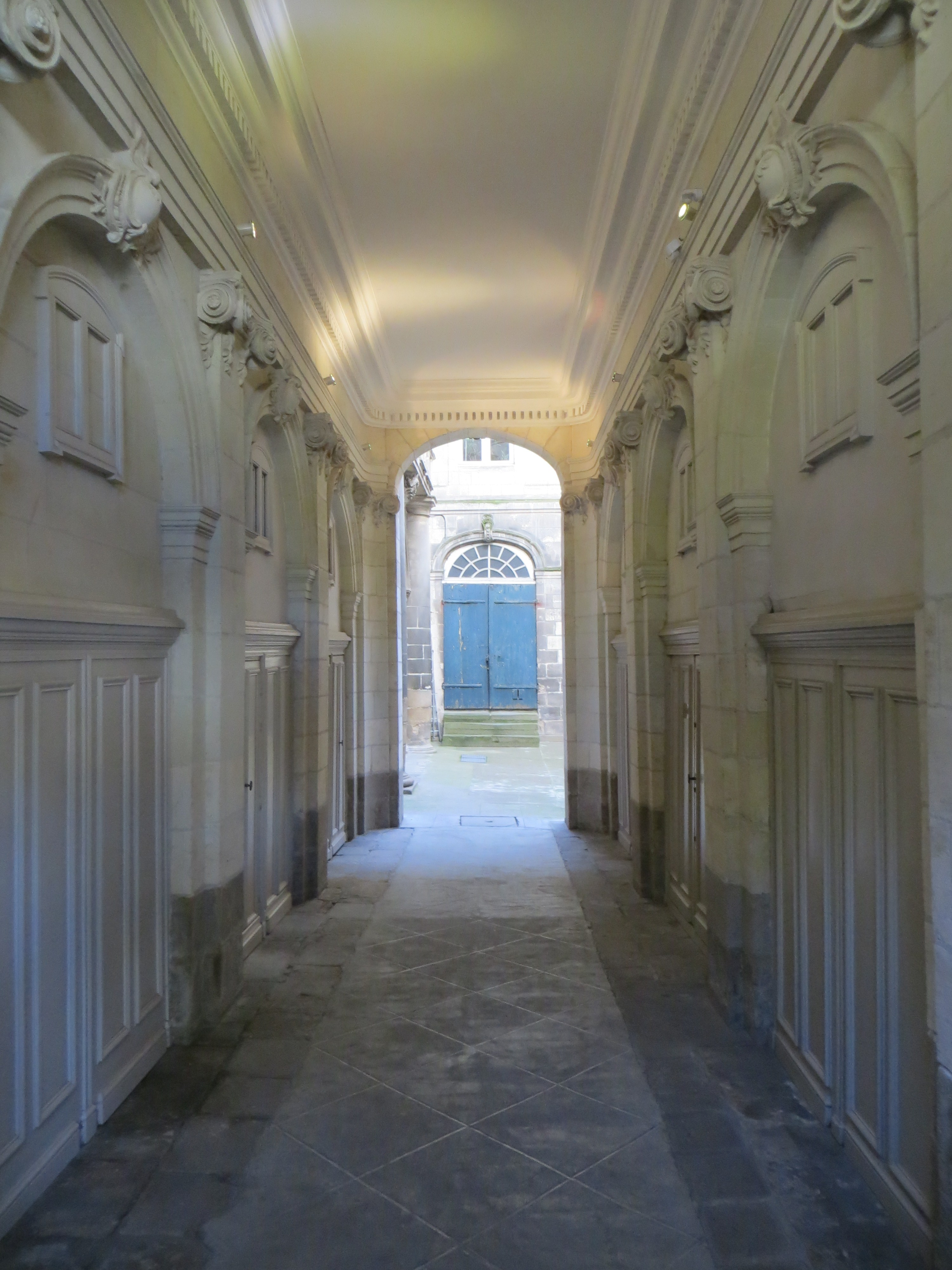
Passage cocher depuis le no 16, allée Duguay-Trouin.
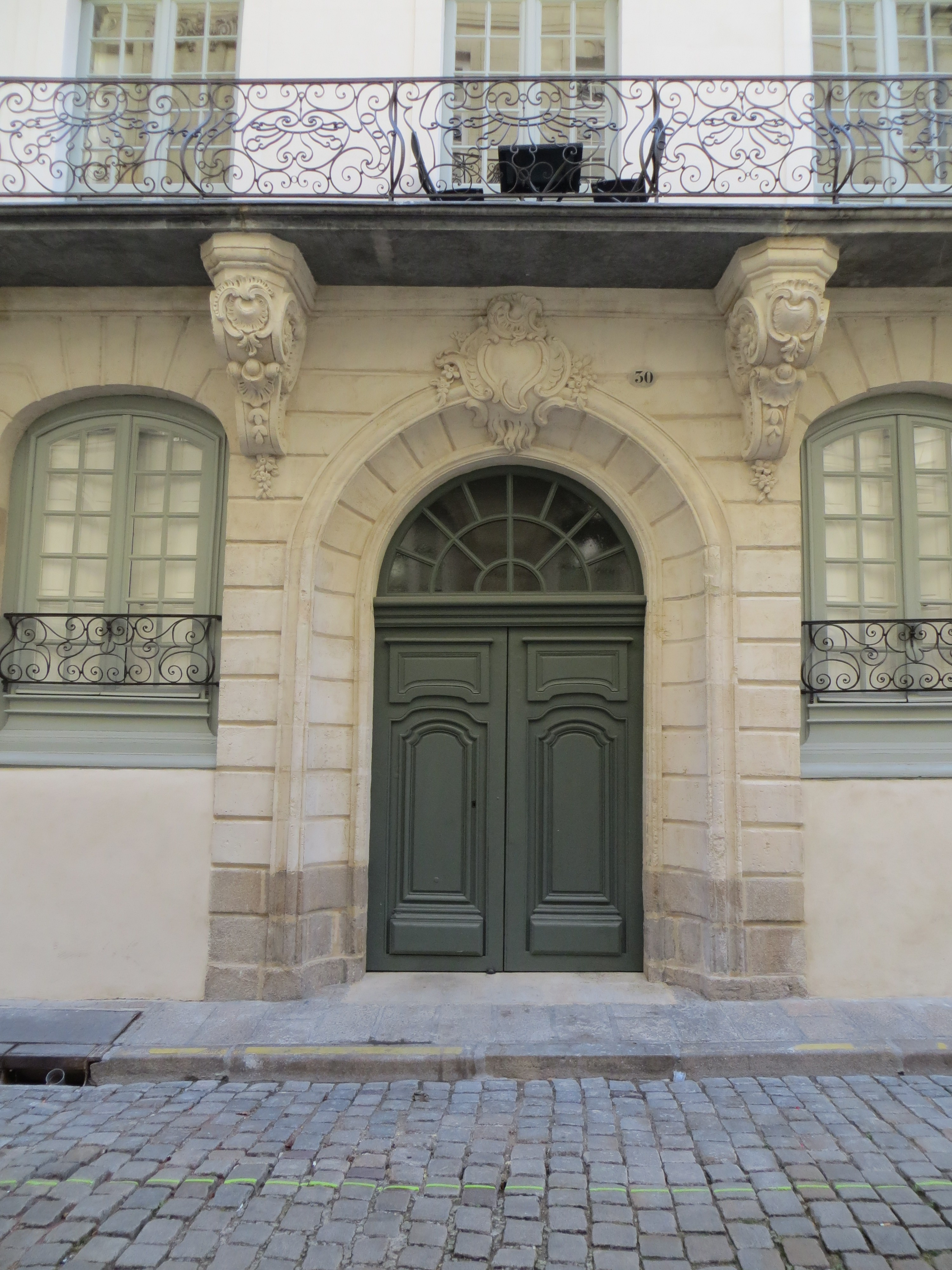
Porte cochère au no 30, rue Kervégan.

### La cour centrale et l'escalier
La cour centrale, organisée selon l'axe du couloir traversant, est décorée d'agrafes et de motifs sculptés, dont l'un, situé en face de l'escalier, rappelle la profession d'architecte de Pierre Rousseau.
Mais l'élément majeur de cette cour reste l'escalier dont la monumentalité est mise en scène par un portique en arc à trois courbes orné d'une agrafe, encadré de deux colonnes doriques. Ces deux colonnes, qui se poursuivent, sur la façade du premier étage, par des pots à feu, supportent un entablement composé de triglyphes et de métopes. L'entablement quant à lui est prolongé par des balustrades de marbre rose, sur lesquelles, à l'origine, débouchaient des galeries ouvertes donnant sur les appartements.
L'escalier de granit, voûté et en hélice, témoigne de la maîtrise technique de l'architecte, et, tout en donnant aux intérieurs davantage de lumière, procure un effet de spatialité et de luxe, renforcé par les ferronneries dissymétriques de la rampe.

La cour intérieure du Temple du Goût
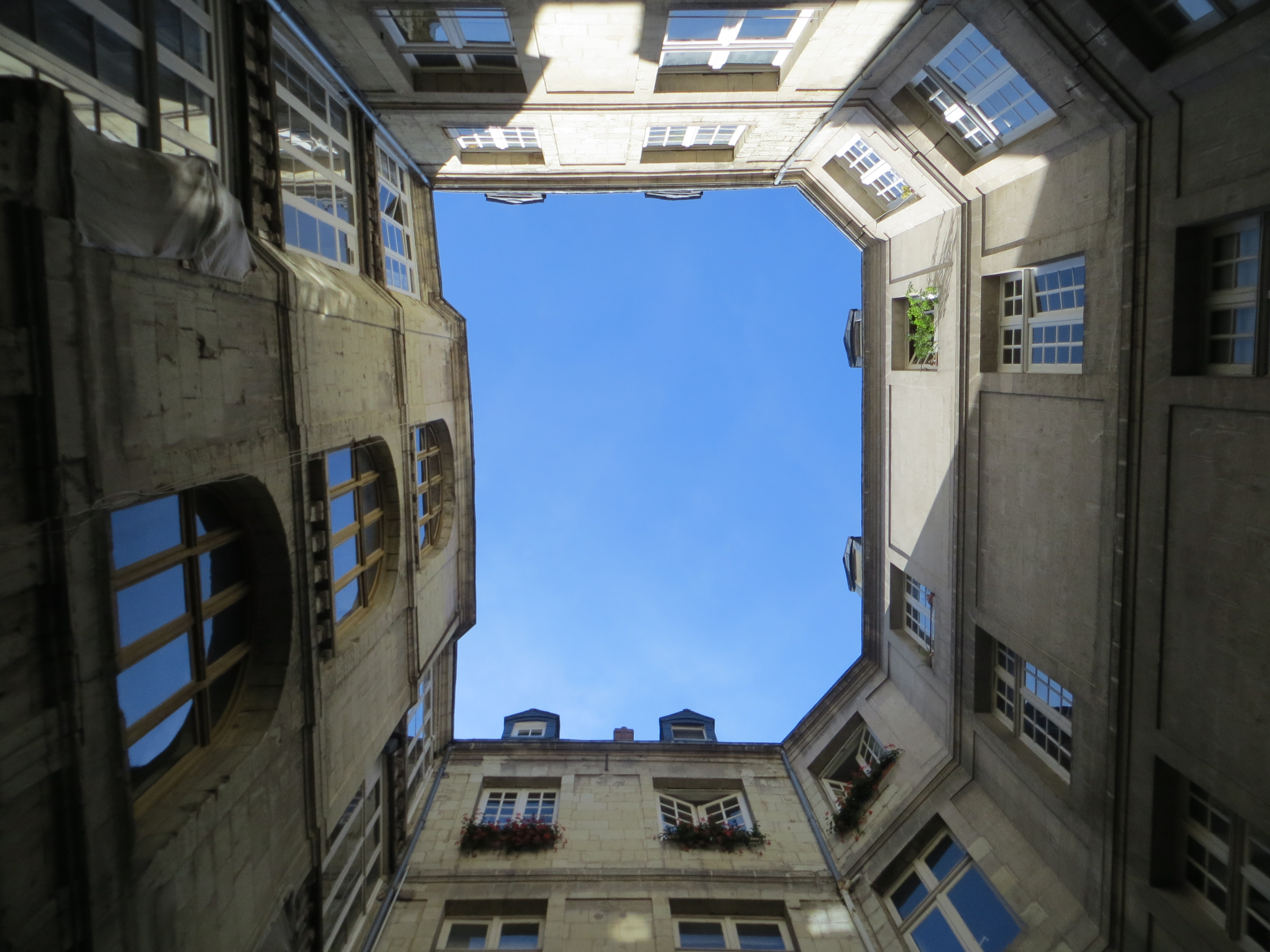
La cour intérieure
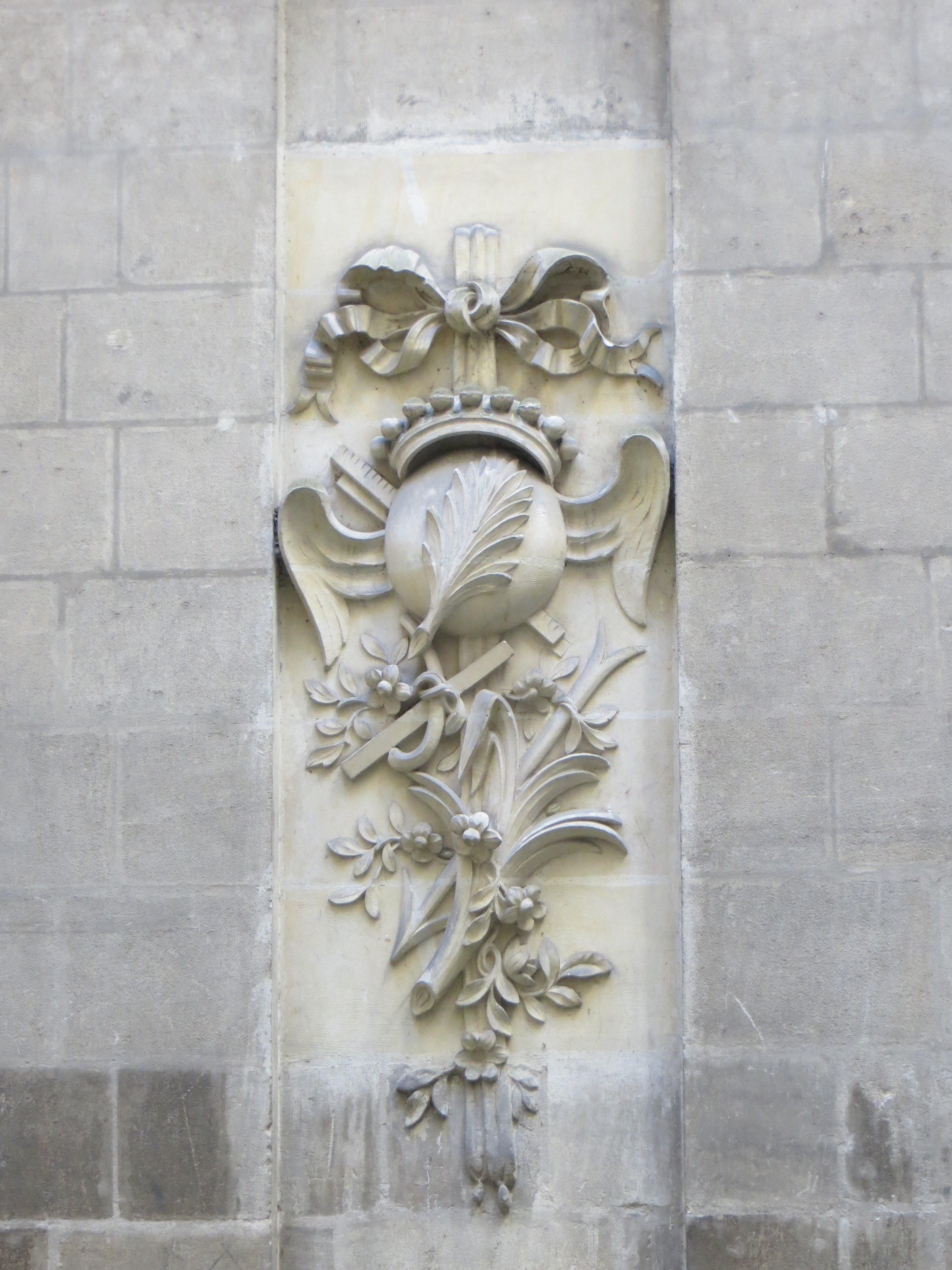
Motif sculpté de la cour intérieure évoquant la profession d'architecte
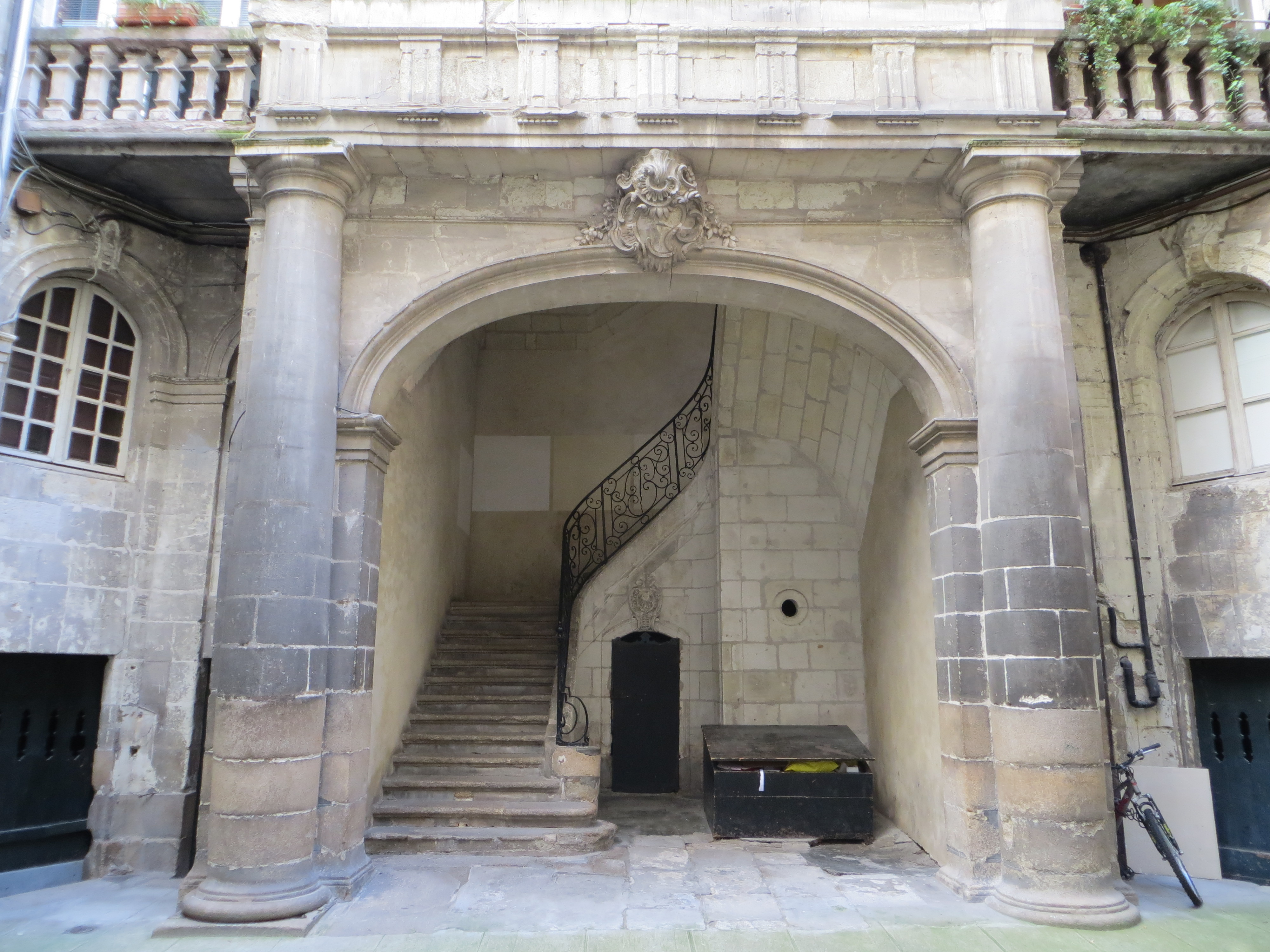
Le portique encadrant l'escalier
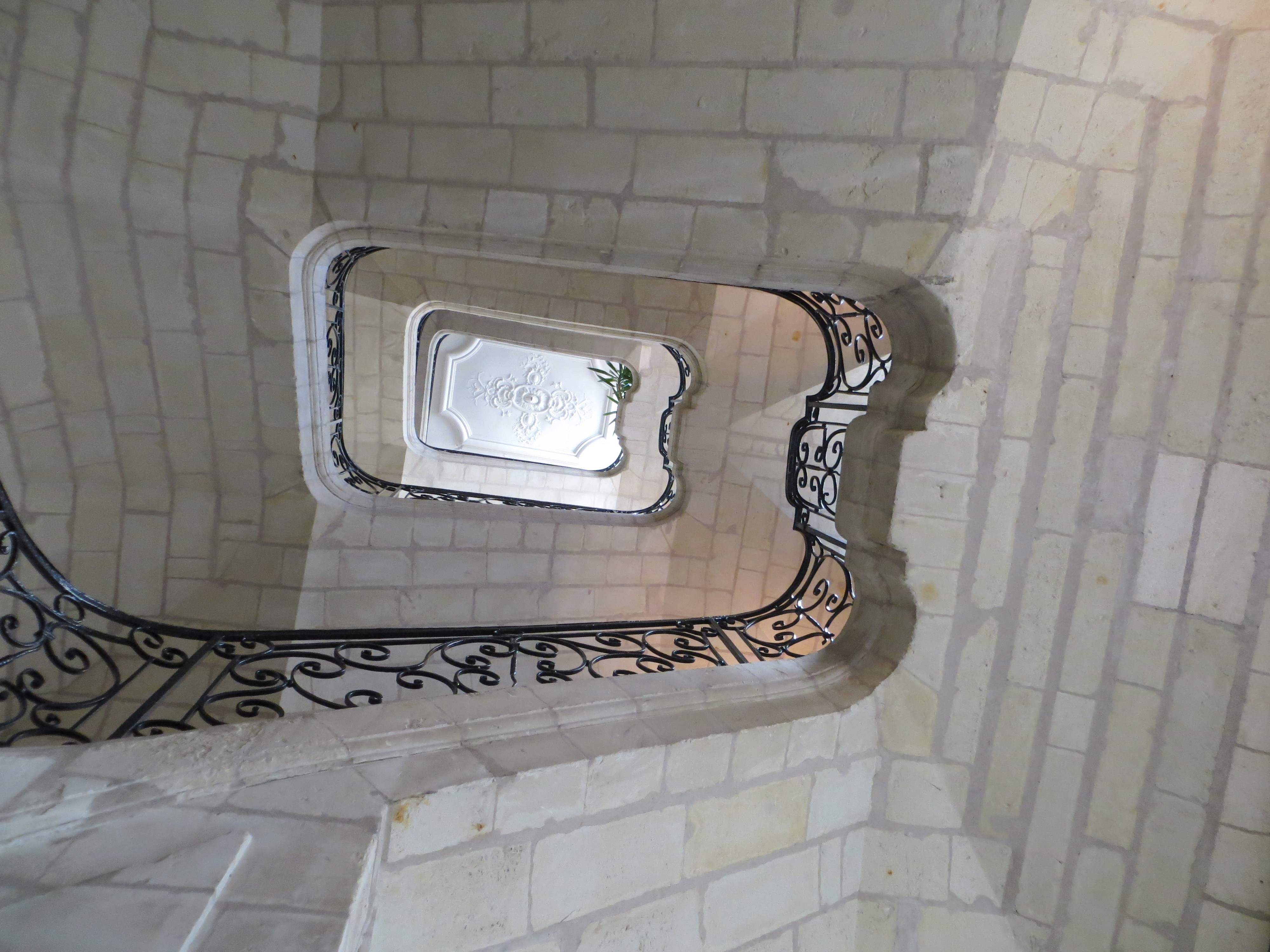
L'escalier

## Les appartements et la décoration intérieure

### Répartition des niveaux
L'édifice est divisé en six niveaux. Le rez-de-chaussée est alors destiné aux commerces, et l'entresol aux entrepôts, aujourd'hui disparus.
Dans leur configuration de 1776, les trois étages, soulignés par les balcons, comportent six appartements de plan identique, comportant chacun huit pièces, deux appartements de cinq pièces, et un plus modeste de deux-pièces.
La hiérarchie verticale de la façade va de pair avec celle des appartements, avec un premier étage dit "piano nobile" tenu comme étant le plus luxueux, un second étage comparable et de même hauteur sous plafond, et un troisième de prestige moindre, plus bas de plafond.
Les combles, enfin, sont divisés en appartements d'une à deux pièces, occupés à l'origine par la domesticité, ou de petits artisans, ouvriers et commerçants.

### Confort et commodités
Dans cet immeuble situé primitivement au bord du fleuve, aucun puits n'a été retrouvé, ni aucun moyen de transporter l’eau dans les habitations. De fait, le confort devait être assez rudimentaire, même s'il existait des « petits lieux », comme on les nommaient à l'époque, pour soulager les besoins naturels.
Le chauffage est alors assuré par des cheminées de marbre, qui équipaient les pièces à usage d'habitation.

### Distribution des pièces et décoration intérieure
Sans forcément respecter l'organisation extérieure de la façade, les appartements situés aux trois étages étaient constitués, selon un principe de distribution classique, de pièces en enfilade. Des trois pièces de façade, celle centrale était la « salle de compagnie ».
Une antichambre, servant également de salle à manger, donnait sur la cour, et communiquait avec la cuisine, ainsi qu'avec la chambre et sa garde-robe. Beaucoup d’appartements ont été par la suite divisés, pour des raisons financières, mais aussi de confort.
À l’époque de sa construction, les pièces d'apparat comportaient des éléments de décoration stables en fonction des étages (parquet à compartiments, portes « à placards » — entourées d'un cadre saillant —, volets brisés), mais aussi des différences notables, en fonction de leur prestige ; ainsi, seule la « salle de compagnie » du premier étage bénéficie d'un plafond aux moulures de plâtre.
Entre les portes se trouvaient des trumeaux ornés d'une glace surmontée d'une peinture murale, représentant des scènes liées aux arts — peinture, musique, architecture —, ou encore des scènes galantes ; l'une d'elles illustre une fable de La Fontaine, « Les Oies du Père Philippe ».
Le deuxième étage a conservé ce décor d'origine, et ses peintures qui pourraient provenir de l’atelier du peintre François Boucher.

## Technique et matériaux

### Le grillage «à la hollandaise»
En raison de la nature du sol de l'île Feydeau, marécageux sur plus de 14 mètres de profondeur, tous les édifices qui y sont construits reposent sur des remblais et une structure permettant de stabiliser leurs fondations. Les premiers bâtiments sont donc supportés par un maillage régulier de pilotis de chêne de 6 mètres de haut. Mais cette technique s'avère peu efficace, et n'empêche pas les immeubles de s'affaisser.
Avec le Temple du Goût et les autres bâtiments des années 1750, Pierre Rousseau inaugure donc à Nantes la technique dite de la « grille, ou radier, à la hollandaise », importée comme son nom l'indique, de Hollande, mais déjà employée en France, par exemple pour la Corderie royale de Rochefort.

### Matériaux de construction
Les matériaux utilisés dans la construction du Temple du Goût sont ceux que l'on retrouve couramment à Nantes et dans sa région.
Le rez-de-chaussée du bâtiment est en granit. La pierre provient de la carrière Miséry, située en contrebas de la butte Sainte-Anne, sur le site du Sillon de Bretagne. Elle était acheminée par charrette jusqu'au chantier, selon un mode de transport beaucoup plus coûteux que le transport fluvial. De fait, elle n'est utilisée qu'avec parcimonie, uniquement pour le rez-de-chaussée qui doit supporter le poids du bâtiment, et est en contact direct avec le sol marécageux.
Les étages supérieurs étaient à l'origine tous construits en tuffeau, transporté de Saumur par la Loire. Le principal intérêt de cette pierre réside dans sa blancheur éclatante, mais sa porosité résiste mal à l'humidité et au temps, ce qui l'écarte de fait de la base de l'immeuble. La pierre de Sireuil, acheminée par bateau de la Vienne, est également présente sur une fine couche intermédiaire, entre le granit et le tuffeau, comme pierre de parement.
Le marbre enfin est utilisé pour le sol des balcons et pour les mascarons.
La Seconde Guerre mondiale a laissé des séquelles sur le bâtiment, dont le dernier étage est notamment détruit en 1943. Celui-ci est reconstruit dans les années 1950, mais le tuffeau d'origine — à une époque où les principes de conservation des bâtiments historiques diffèrent de ceux actuels, est délaissé au profit de la pierre de Saint-Savinien (Charente-Maritime), plus dure, plus légère et plus résistante.

## Protection
L'édifice est protégé dans sa totalité, à la suite d'un classement aux monuments historiques par arrêté du 17 août 1945.